# Облога Барі (1068–1071)
Облога Барі у 1068—1071 роках — облога військами нормандського Апуліїйського герцогства на чолі з Робертом Гвіскаром портового міста Барі, головного оплоту Візантії в Італії та столиці візантійського Італійського катепанату. Облога почалась у серпні 1068 року і падіння міста у квітні 1071 року поклало край не лише більш ніж п'ятистолітній територіальних володінь Візантії в Південній Італії, але й навіть давньоримському контролю з часів римської експансії в Італії в III столітті до нашої ери.

## Історія

### Передісторія
До 1060 року лише кілька прибережних міст Апулії все ще перебували у руках Візантії: протягом попередніх кількох десятиліть нормандці збільшили свої володіння у Південній Італії та тепер прагнули повного вигнання візантійців з півострова, перш ніж зосередитися на завоюванні Сицилії, яка тоді перебувала переважно під пануванням ісламу. Таким чином, з Сицилії були відкликані великі військові підрозділи, які під командуванням графа Онфруа Конверсанського взяли в облогу Отранто.

### Облога
Наступним кроком було прибуття Роберта Гвіскара з великим корпусом, який 5 серпня 1068 року взяв у облогу візантійське місто Барі. У місті існували дві партії: одна прагнула зберегти вірність Візантійській імперії, а інша була пронормандською. Коли нормандські війська наблизилися, перші перемогли, і місцеві барони зачинили міські ворота та відправили посольство на чолі з Бізантієм Гвірделіку до імператора Романа IV Діогена, щоб отримати військову допомогу. Переговори, запропоновані Робертом, були відхилені.
Отранто впав у жовтні, але в Барі візантійці неодноразово відбивали атаки нормандців на стіни. Роберт вирішив заблокувати міський порт укріпленим мостом, щоб перешкодити будь-яким спробам допомоги; однак візантійці зруйнували міст і зуміли зберегти зв'язок зі своєю батьківщиною.
Роман IV призначив нового катепана, Авартутела, і надав йому флот з людьми та припасами для Барі. Візантійський флот прибув до міста на початку 1069 року, але тим часом візантійська польова армія була розбита норманами, які окупували Гравіну та Обб'яно. Роберт не одразу повернувся до Барі, а в січні 1070 року переїхав до Бріндізі, щоб допомогти нормандським військам, які тоді облягали цю прибережну фортецю. Бріндізі капітулював восени 1070 року.
Ситуація в Барі тоді була критичною, а населення страждало від голоду. Авартутел задумав убити Роберта, але візантійський патрицій Візантій Гвіделіку зазнав невдачі. Делегація громадян звернулася до катепана з проханням покращити оборону міста або здати його нормандця. Авартутел виграв час, відправивши ще одне посольство до Константинополя. Він домігся прибуття флоту із зерном до Барі. Коли зерно закінчилося, група громадян знову попросила катепана благати імператора якомога швидше надіслати армію.
Роман IV, чиї генерали неодноразово зазнавали поразок від нормандців, і маючи мало вільних військ для відправки, відправив двадцять кораблів під командуванням Госеліна, нормандського повстанця, який сховався в Константинополі. Стефан Патеран, призначений новим катепаном Італії, прибув з ним. Проте нормандці перехопили візантійські кораблі біля Барі та розсіяли їх. Нормандці виявили корабель Госеліна і, незважаючи на втрату 150 воїнів нарешті захопили його; натомість Стефан Патеран зміг дістатися до Барі. Він невдовзі зрозумів, що подальша оборона міста є неможливою і надіслав місцевого вельможу Аргіріца на переговори з Гвіскаром. Останній запропонував прийнятні умови, і Барі здався у квітні 1071 року.

### Наслідки
За словами Вільгельма Апулійського, Роберт Гвіскар «довірив місто» Аргіріцу, однак, у найдавнішому документі про нормандське правління віконтом згадується певний Лізій, ймовірно, нормандець, а катепаном — патрикій на ім'я Мавреліан, ймовірно, корінний баріот. Стефана Патерана спочатку ув'язнили, але пізніше йому дозволили повернутися до Константинополя разом з іншими візантійцями, що пержили облогу. З падінням Барі в 1071 році, закінчилась 536-річна історія візантійської присутності у Південній Італії. В 1156—1158 роках Імператор Мануїл I Комнін здійснив спробу відвоювати Південну Італію, але вона зазнала невдачі. 